# Cycas curranii
Cycas curranii — вид голонасінних рослин класу саговникоподібні (Cycadopsida).
Етимологія: вшанування народженого в США лісника H. M. Каррана (H. M. Curran), колекціонера типового зразка.

## Опис
Стебла деревовиді, до 3 м заввишки. Листки темно-зелене, від високоглянсового до напівглянсового. Пилкові шишки веретеноподібні. Мегаспорофілові пластинки округлі. Насіння від майже кулястого до яйцевидого; саркотеста жовта.

## Поширення, екологія
Трапляється на островах Палаван і Міндоро, Філіппіни. Росте в середовищах проживання від відкладень піщаного алювію до обривистих скель вапняку в дощових лісах при низьких висотах і на відкритих луках.

## Загрози та охорона
Знаходиться під загрозою через перетворення лісів і лук в районах розселення і через підсічно-вогневі методи ведення сільського господарства, які серед іншого, сприяють відновленню трави. Вирубка також вплинула на середовище існування.